# 한국원자력의학원원자력병원
한국원자력의학원원자력병원(韓國原子力醫學院原子力病院)은 방사선의학연구소를 모태로 1963년 12월 17일에 설립된 대한민국 미래창조과학부 산하 한국원자력의학원 소속의 국립 암전문병원이다.

## 연혁
- 1963년 12월 17일 : 방사선의학연구소 개소 (20병상 2개 연구실)
- 1973년 2월 17일 : 한국원자력연구소 부속 원자력병원으로 개편 (85병상, 4개 연구실)
- 1982년 10월 11일 : 종합병원 지정
- 1988년 1월 1일 : 한국에너지연구소 부설 원자력병원으로 조정
- 2002년 9월 4일 : 원자력의학원 출범, 국가방사선비상진료센터 개소
- 2007년 3월 27일 : 한국원자력의학원 체제 출범
- 2010년 7월 19일 : 동남권원자력의학원 개원

## 조직
원자력병원장
진료부
- 내과
- 소화기내과
- 호흡기내과
- 혈액종양내과
- 심장내과
- 내분비내과
- 신장내과
- 핵의학과
- 외과
- 성형외과
- 신경과
- 산부인과
- 소아청소년과
- 이비인후과
- 비뇨기과
- 신경외과
- 흉부외과
- 정형외과
- 안과
- 피부과
- 신경정신과
- 치과
- 가정의학과
- 영상의학과
- 마취통증의학과
- 방사선종양학과
- 진단검사의학과
- 병리과
- 수술실
- 중환자실
- 응급실
- 사이버나이프센터
- 항암요법센터
- 의무기록과
- 약제과
- 영양과
- 감염관리팀
- 원무팀
- 보험심사팀
- 고객지원팀

교육수련부
간호부
- 병동과
- 외래계과
- 특수계병동과

의료질관리실
- QI팀

의료기획조정실
- 병원기획팀
- 종합암검진센터
- 사업운영팀

대외진료협력실
- 진료협력팀
- 국제진료센터
- 임상시험센터

## 같이 보기
- 동남권원자력의학원
- 대한민국 원자력안전위원회